# Дехибат
Дехибат — город и административная единица в вилайете Татавин в Тунисе, расположенный возле границы с Ливией. Недалеко от города находится пограничный пункт Дехибат—Вазин.

## История
Во время гражданской войны в Ливии 2011 года в городе происходили стычки между ливийскими повстанцами и сторонниками Муаммара Каддафи. В боях принимали участие и вооруженные силы Туниса. На территорию Туниса повстанцы перешли после того, как были выбиты ливийскими правительственными войсками с пограничного перехода Дехибат—Вазин. Правительственные войска стали преследовать их на территории Туниса. Армия Туниса оказала сопротивление вторгшимся на территорию государства войскам Каддафи и после непродолжительных столкновений вытеснила их обратно на территорию Ливии.